# Unic TU1
Der Unic TU-1  ist ein Halbkettenschlepper, der vor dem Zweiten Weltkrieg von dem Automobilhersteller Unic für die französischen Streitkräfte entwickelt wurde. Er wurde während des Krieges von der französischen Armee und der deutschen Wehrmacht zum Einsatz gebracht.

## Geschichte

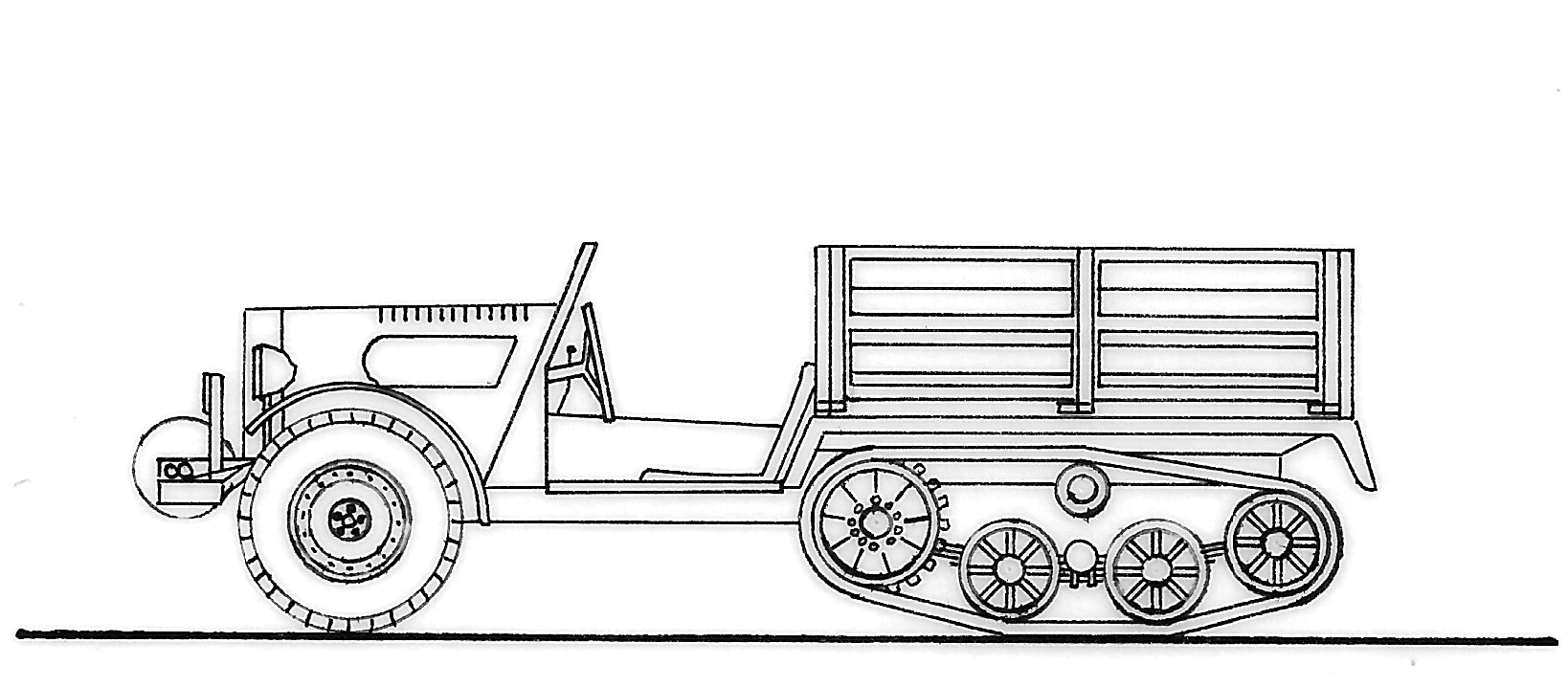
Unic TU 1, Rißzeichnung

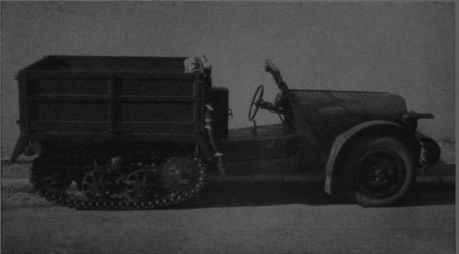
Ein erbeuteter Zugkraftwagen TU 1 in einer Vorschrift der Wehrmacht.

### Vorgeschichte
Bis ins Jahr 1934 hatte die französische Firma Citroën, die in Frankreich und ab 1927 auch in Deutschland (Köln) Kraftfahrzeuge herstellte, mit den Patenten von Adolphe Kégresse spezielle Halbkettenfahrzeuge für Expeditionen und für eine militärische Nutzung entwickelt. Bedingt durch einen Konkurs des Unternehmens gründeten Adolphe Kegresse, sein Neffe Gustave Kegresse und einem Ingenieur Grangerard die Firma Societe d’Exploitation Kegresse (S.E.K.). Diese verkaufte der 1921 gegründeten Firma Unic Patente für Halbkettenlaufwerke. Als erste Maßnahme wegen des Konkurs wurde der von Citroen entwickelte Nachfolger des P17, der Citroen P107, im Werk von Unic in Puteaux produziert. Schon seit 1933 verfügte Unic über eine vollständige Produktreihe von Nutzfahrzeugen zwischen 3 und 15 t Nutzlast. Es wurden auch eigene Dieselmotoren entwickelt, welche ab erstmals in den Modellen ab 1938 verfügbar waren.

### Entwicklung
Durch die Übernahme des Lizenzbaus der Halbkettenzugmaschine Citroën-Kégresse P107 hatte Unic seit 1937 erste Erfahrungen im Bau von Halbkettenfahrzeugen gewinnen können. Bei Unic wird in der Folgezeit die Entwicklung eines Nachfolgers, für das verhältnismäßig hoch aufgebauten Fahrzeug P107, als ein sehr flaches Begleitfahrzeug für Infanterie-Verbände vorangetrieben. Es soll Versorgungsgüter auch als Zugmittel für Anhänger und leichte Geschütze, wie die 2-cm-Panzerabwehrkanone Modell 1934 von Hotchkiss, bis in die Frontlinien bringen können. Auf die offizielle Ausschreibung der französischen Armee, bewarb sich Unic mit dem Modell TU 1.
Das Fahrzeug wurde im Frühjahr 1939 intensiv getestet, es entsprach den gestellten Anforderungen. Doch es werden Forderungen zur Verbesserung des Antriebs und der Motorisierung gestellt. Letztlich bestellte die französische Armee nach Kriegsausbruch im September 1939 bei Unic 1000 Stück und erhöhte den Auftrag später auf 1120. Die Schlepper sollten bis 30. September 1940 geliefert werden. Sie waren als Zugfahrzeug für die 25-mm-Pak 37 vorgesehen.

### Produktion
Die ersten Zugmaschinen wurden Ende März 1940 ausgeliefert, bis 30 April waren es 67 Stück, im Mai folgten 112, und bis zur Besetzung von Paris durch die deutsche Wehrmacht am 14. Juni 1940 folgten nochmals 57 Stück.
Nach dem Waffenstillstand Ende Juni 1940 wurde die Produktion des Unic TU 1 nicht wieder aufgenommen. Die Wehrmacht ordnete dem Fahrzeug in den Kennblättern fremden Geräts die Bezeichnung Zugkraftwagen U 305 (f) zu.

## Technik

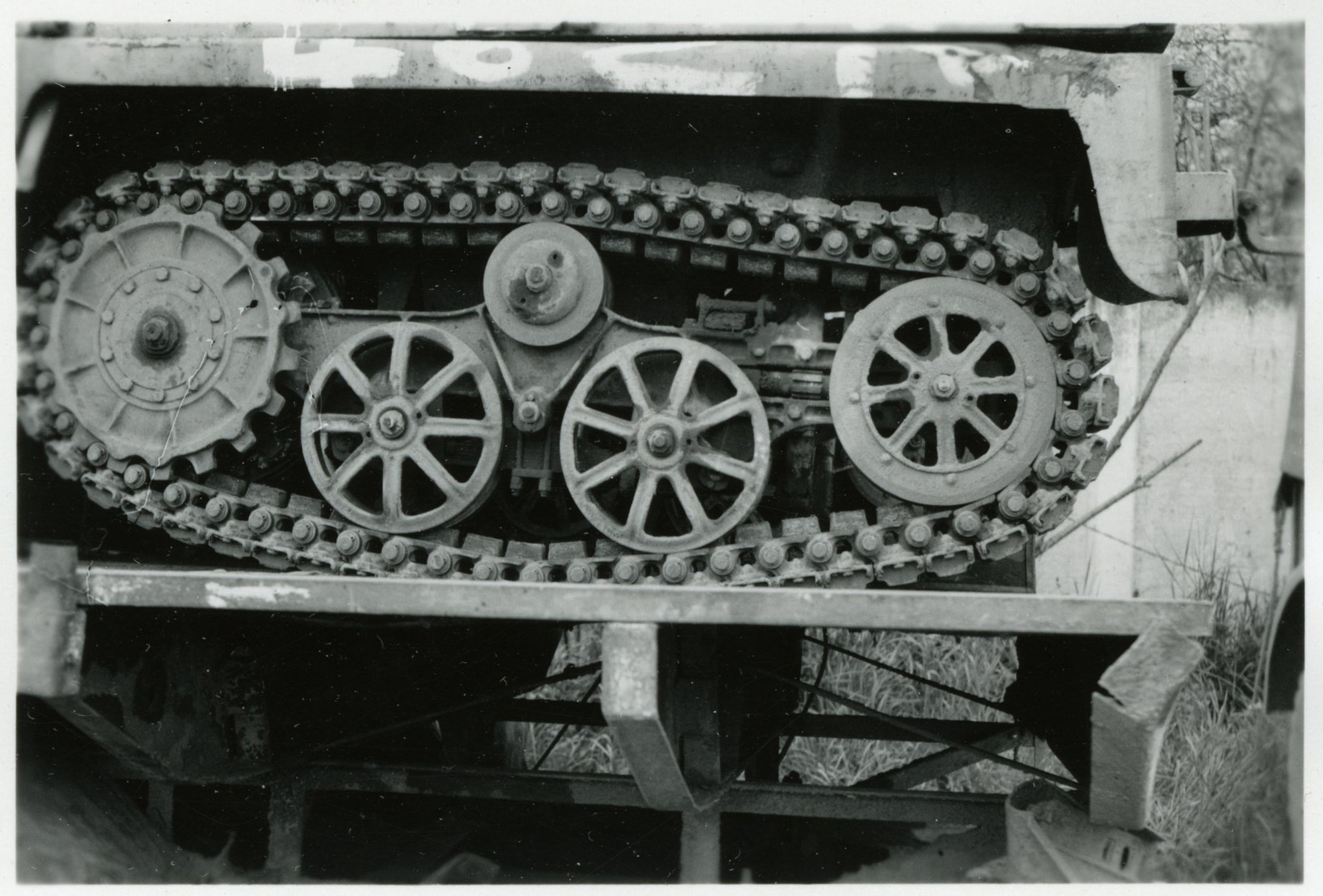
Fahrwerk des TU1

Der Motor des Fahrzeuges, vom Typ Semri, hatte vier Zylinder, mit Bohrung × Hub 80 × 107 mm, und einen Hubraum von 2150 cm³. Die Leistung wird mit 49 bzw. 50 PS angegeben. Ein Motor mit gleichen Zylindermaßen war auch im 1937–1938 gebauten PKW Unic U 4 D eingebaut worden.
Das Halbkettenfahrwerk war eine eigene Neuentwicklung der Firma Unic und bestand aus vorne liegender Antriebsrolle, hinten angebrachter Führungsrolle, zwei Lauf- und einer Stützrolle und war freischwingend an einem Längsträger angebracht. Eine gegenüber dem P107 völlig veränderte Raupenkette besteht aus Metallgliedern mit einem Führungsgummistollen innen in der Mitte und einem Gummipolster außen. Die Aufhängung und Mechanik des Halbkettenfahrwerks wird ebenfalls völlig neu konstruiert. Der Fahrer sitzt sehr tief auf der linken Seite und es gibt keinen Beifahrerplatz.
Besonders bemerkenswert war der niedrige Aufzugs des Fahrzeugs (Höhe mit Verdeck nur 1,31 m); er sollte gewährleisten, dass das Fahrzeug leicht hinter Büschen versteckt werden konnte, sodass die Feuerstellung der Panzerabwehrgeschütze schwer auszumachen war. Der Fahrer muss dafür sehr tief auf der linken Seite sitzen und es gibt keinen Beifahrerplatz.

## Einsatz

### Verwendung bei der französischen Armee (Armée de terre)
Die französische Armee bestellt angesichts des drohenden Krieges, ohne weitere Erprobungen eine größere Stückzahl dieses Halbkettenschleppers. Dabei werden die ersten Fahrzeuge ab März/April 1940 an die französischen Verbände ausgeliefert. Bis zur französischen Kapitulation nach dem deutschen Angriff 1940 werden nur 236 dieser Fahrzeuge fertiggestellt.
Anders als bei der Entwicklung geplant, gehen die Fahrzeuge nicht an Infanterieverbände, sondern werden an Panzerjäger-Einheiten (teils mit Laffly W15 TCC ausgerüstet) gegeben. Weiterhin fehlen Schlepper in den neu aufgestellten französischen Panzerbataillonen. Diese sollen in den mobilen Einheiten die Aufgaben der gepanzerten Lorraine-Schlepper übernehmen und Kraftstoff und Munition direkt bei den Verbänden zur Verfügung stellen.

### Zugkraftwagen U 305 (f)
Erbeutete TU1 Halbkettenfahrzeuge wurde von der deutschen Wehrmacht im Sommer 1940 gesammelt. Konsequent wurden diese Fahrzeuge, an den Planstellen eines deutschen Sd.Kfz. 10 (1t-Zugkraftwagen) zur Ausrüstung der Panzerjägereinheiten von Infanteriedivisionen eingesetzt. Die erbeutete Fahrzeuge (da nur 236 Stück gebaut wurden, werden es nur wenige gewesen sein, da viele Fahrzeuge bei den Kampfhandlungen zerstört wurden, andere bei den sich zurückziehenden französischen Truppen verblieben) wurden bei der Wehrmacht weiterverwendet. Wegen ihrer geringen Zuglast (660 kg) waren sie allenfalls zum Ziehen der 3,7-cm-PaK 36 oder des 7,5-cm-le.IG 18 geeignet. Unic-Fahrzeuge galten in der Wehrmacht als unzuverlässig und hatten einen dementsprechend schlechten Ruf.
Mit der Wehrmacht nahmen die Fahrzeuge im folgenden Jahr am Angriff auf die Sowjetunion, Unternehmen Barbarossa, teil. Wie bei allen in der Sowjetunion eingesetzten französischen Fahrzeuge gestaltete sich die Ersatzteilversorgung schwierig. Angesichts der geringen Produktionszahl, sieht dieses Fahrzeug nur in der Anfangszeit der Operationen im Osten.

### Weitere Verwendungen
Unic scheint nach der französischen Niederlage weitere Fahrzeuge für die zivile Nutzung produziert zu haben. So hatte die Hafenfeuerwehr in der Stadt Toulon TU1 im Einsatz.
Nach dem Ende des Zweiten Weltkrieges wurden wiederum TU1 von den französischen Armee in Dienst gestellt, doch endete die Verwendung schon bald wieder.
Per Stand 2013 waren noch sieben Exemplare in Sammlungen vorhanden.